# Alexis Claude-Maurice
Alexis Claude-Maurice (Noisy-le-Grand, 6 de junio de 1998) es un futbolista francés que juega de delantero en el F. C. Augsburgo de la 1. Bundesliga.

## Selección nacional
Claude-Maurice fue internacional sub-18, sub-19 y sub-20 con la selección de fútbol de Francia.

## Clubes
| Club                | País     | Año       |
| ------------------- | -------- | --------- |
| F. C. Lorient       | Francia  | 2017-2019 |
| O. G. C. Niza       | Francia  | 2019-2024 |
| R. C. Lens (cedido) | Francia  | 2022-2023 |
| F. C. Augsburgo     | Alemania | 2024-     |